# Кіпрсько-арабська мова
Кіпрська арабська мова (араб. العربية القبرصية), також відома як маронітська арабська мова або санна (Σάννα, Sanna) — одна з семітських мов, що сильно відрізняється від арабської групи, поряд з мальтійською мовою. Поширена серед маронітської громади Кіпру.

## Походження
Мова походить від арабських діалектів маронітів, які переселилися в значному числі на Кіпр в VIII—IX століттях через арабське завоювання їхньої батьківщини — території сучасного Лівану. Надалі цей діалект не тільки розвивався практично в повній ізоляції від інших арабських різновидів, але і відчув дуже сильний вплив кіпрсько-грецької і сирійської мов.

## Поширення
Згідно з першим переписом населення в незалежному Кіпрі в 1960 році на Кіпрі налічувалося 2752 мароніти, які жили в основному в чотирьох маронітських селах: Кормакітіс, Асоматос (тур. Özhan), Айя-Марина і Карпасія. В результаті турецького вторгнення 1974 року всі ці села опинилися на окупованій турками території, а більшість їх жителів втекли на південь. Зараз основна маса маронітів зосереджена в столиці Нікосії. Незначне число ще залишається в селі Кормакітіс (тур. Koruçam) в турецькій частині Кіпру, а також в Лімасолі. Більшість носіїв старші 30 років, так як більшість молодого покоління повністю перейшла на грецьку або на грецьку і турецьку мови, частково через змішані шлюби з греками-кіпріотами.